# Мішон Олександр Михайлович

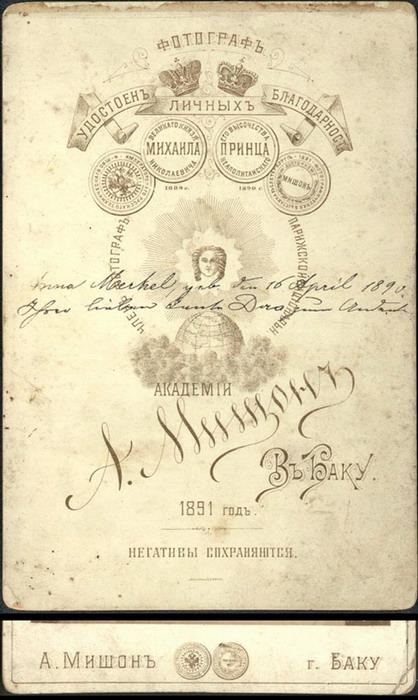
Зворотний бік фотографії — Олександр Мішон — 1891 рік

Олександр Михайлович Мішон (5 липня 1858, Харків, Російська імперія — 5 липня 1921, Самара, РРФСР) — український фотограф, кінематографіст, журналіст, редактор та видавець. Засновник Бакинського фотографічного гуртка, член-фотограф Паризької національної академії.

## Біографія
Олександр Мішон народився в Харкові. Почав свою кар'єру фотографа, заснувавши в 1883 році в рідному місті фотостудію, що розташовувалася на розі вулиці Московська та провулку Слюсарний. У 1884 році переїжджає до Баку, де в очікуванні дозволу на відкриття своєї фотографічного справи працює у реальному училищі. 28 червня 1887 року бакинський губернатор видав дозвіл на відкриття фотомайстерні, яка розмістилася на Торговій вулиці, в березні наступного року майстерня була переміщена в готель «Імперіал».
Мішон став ініціатором створення Бакинського гуртка любителів фотографії, метою якого було «вивчення фотомистецтва та додаток його до ілюстрування нашого багатого природного, наукового, археологічного й етнографічного матеріалу». Членами гуртка, згідно зі статутом, могли бути особи обох статей, за винятком учнів середніх і нижчих навчальних закладів, неповнолітніх юнкерів, які перебувають на дійсній службі, та осіб, які зазнали обмеження прав по суду.
Олександр Михайлович був автором, фотографом, редактором і видавцем першого випуску щорічника міста Баку, який вийшов у 1893 році. Наприкінці того ж року йому було видано дозвіл на відкриття читальні при видавництві, яке розташувалося на Торговій вулиці.
У 1898 році Олександром Мішоном було знято кілька документальних сюжетів на місцеві теми, такі як «Пожежа на Бібі-Ейбаті», «Нафтовий фонтан на промислі Балахани», «Народне гуляння в міському саду», «Кавказький танець» і одна ігрова гумористична кінозамальовка, яка називалася «Попався». Глядачам ці фільми були показані на спеціально організованому кіносеансі 2 серпня того ж року. Згідно з указом президента Азербайджанської Республіки (від 18.12.2000) цей день вважається днем народження національної кінематографії і щорічно відзначається як «День національного кіно».
У 1908 році переїжджає до Слов'янську, де працює у фотоательє, яке раніше належала його матері. Через три роки отримує право на видання газети «Сіверсько-Донецький край», випуск якої припинився вже в липні 1912 року. У 1913 році він займається фотографією та цинкографією у Харкові.
У 1921 році в газеті «Воронезька комуна» була розміщена стаття «Смерть т. Мішон», в якій повідомлялося про те, що колишній голова Ревтрибуналу, член ВКП(б) Олександр Михайлович Мішон помер 5 липня 1921 року в селі Козелька (околиці Самари) Вознесенської волості Бузулукского повіту.
По медалям, відтвореним на звороті фотографій, випливає, що він був членом Паризької національної академії фотографів, отримав нагороди на фотовиставці 1891 року в Петербурзі, був удостоєний медалі Імператорського Російського технічного товариства. 1883 року був нагороджений великим князем Михайлом Миколайовичем, а в 1890 році — його високістю принцом Неаполітанським. 18 травня 2013 року в Харкові в будинку, де знаходилася фотоательє А. Мішона (пер. Слюсарний), встановлена меморіальна дошка.

## Фільмографія

### Режисерські роботи

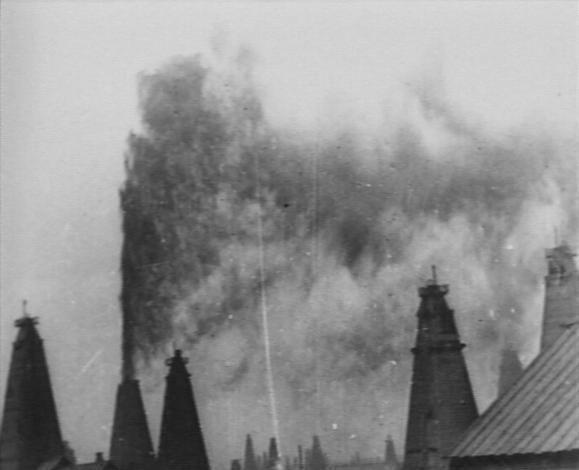
Кадр з фільму «Нафтовий фонтан на промислі Балахани». 1898 рік

- «Нафтовий фонтан на промислі Балахани» (1898)
- «Пожежа на Бібі-Ейбаті» (1898)
- "Проводи Його Величності Еміра Бухарського на пароплав «Вел. кн. Олексій» (1898)
- «Попався» (1898)Дошка у Харкові за адресою пров. Слюсарний де було його фотоательє.
- «Кавказький танець» (1898)
- «Ранок на Базарній вулиці» (1898)

Дошка у Харкові за адресою пров. Слюсарний де було його фотоательє.

- «Пароплав товариства „Кавказ і Меркурій“ вирушає в плавання» (1898)
- «Поїзд прибуває на залізничну станцію[en]» (1898)
- «Народне гуляння у міському сквері» (1898)

## Фотографії

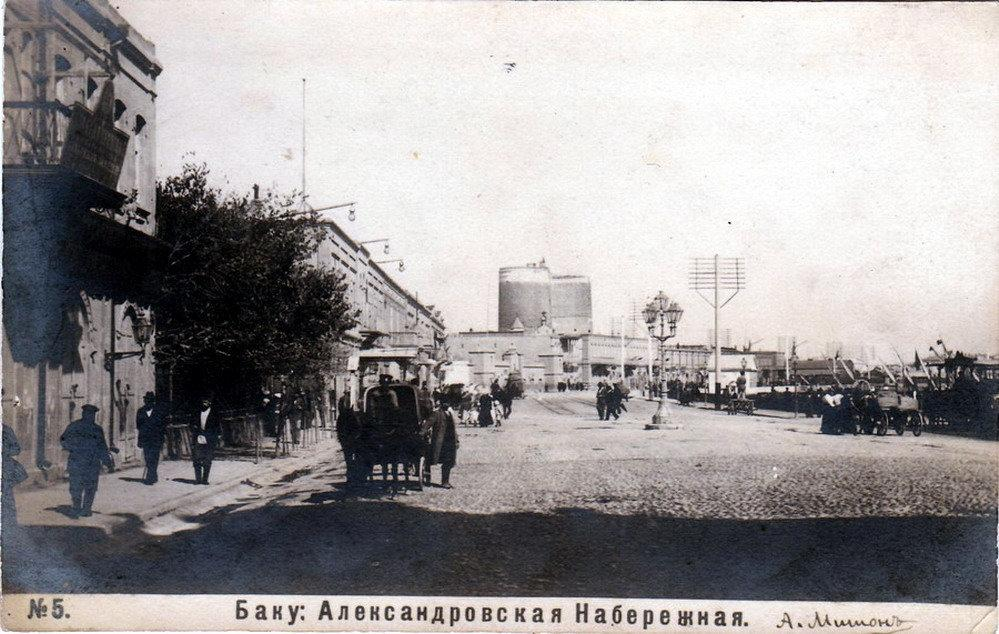
Баку. Олександрівська набережна.
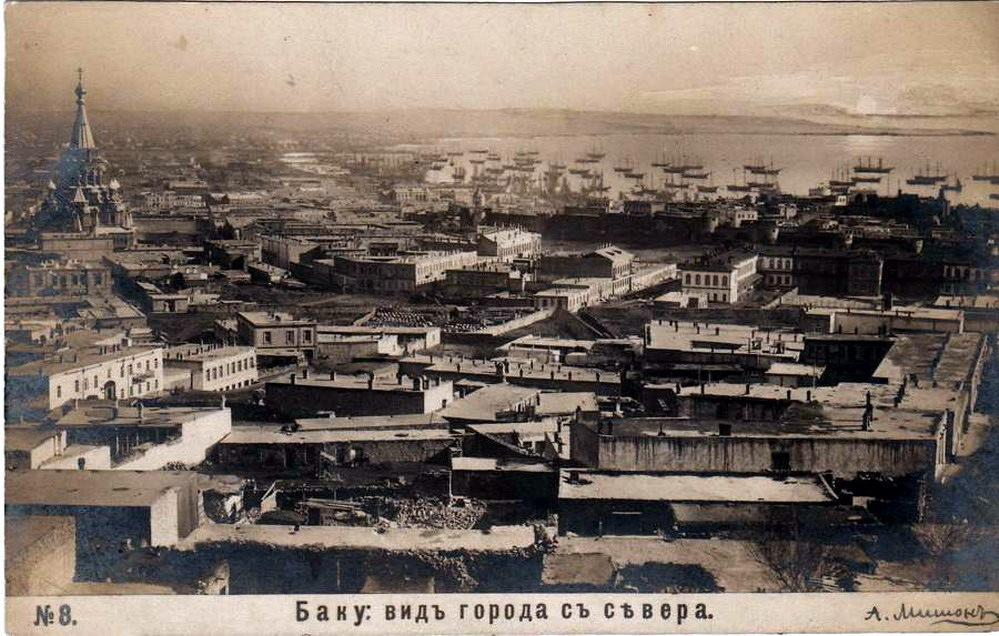
Баку. Вид з півночі.
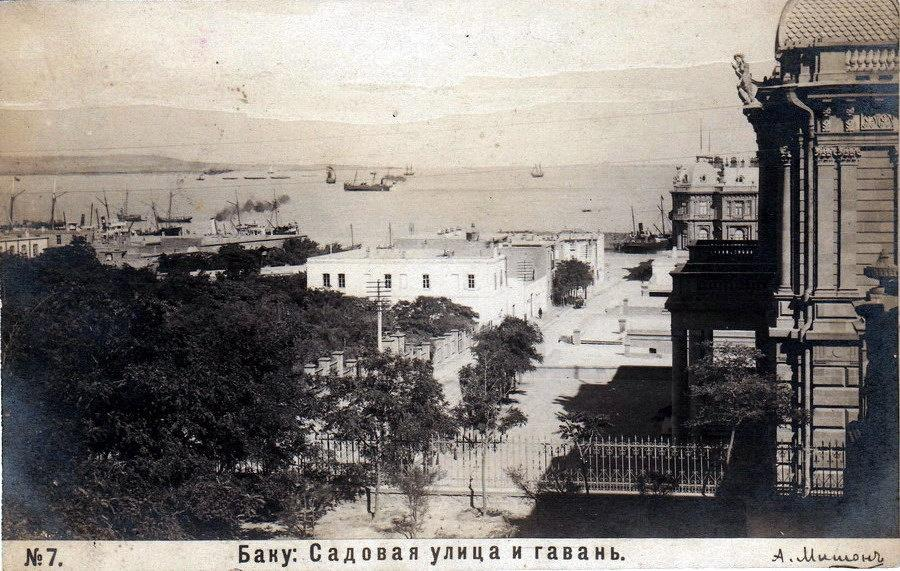
Баку. Садова вулиця і гавань.
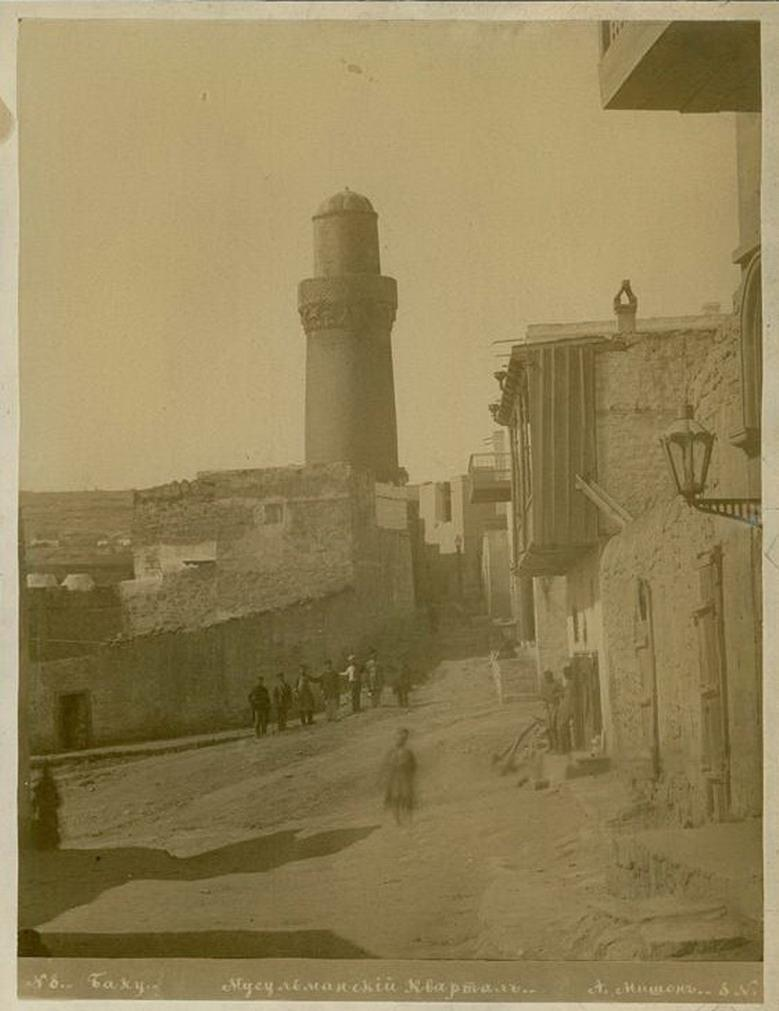
Баку. Мусульманський квартал.
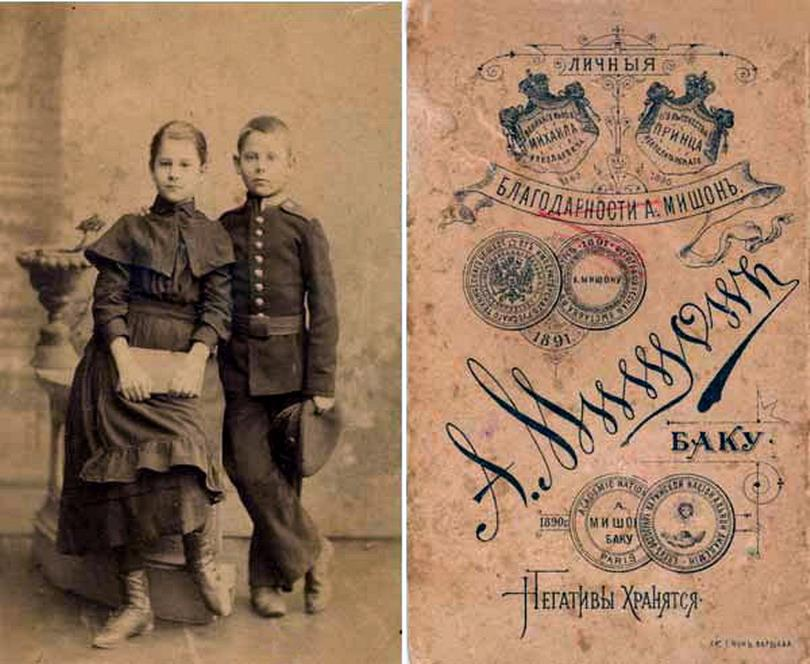
Діти лісничого Гянджинского повіту Ганна Яківна і її брат.